# Oxyanthus pyriformis
Oxyanthus pyriformis là một loài thực vật có hoa trong họ Thiến thảo. Loài này được (Hochst.) Skeels mô tả khoa học đầu tiên năm 1912.